# だるまさん
だるまさんは、関西のHIPHOPアーティスト。

## 人物
元韻踏合組合、元Notable MC。OHYA→達磨様→だるまさんと改名している。
甲高い声質、歌うようなフロウ、堅い韻と、個性の強い韻踏合組合の中でもMINTと並び一際目立つ存在感を放っていた。韻に関してはそれまで避けられていた同音異語による踏み方を積極的に用い、押韻の手法として新しい展開を築く。エゴの強い一面もあるようでDOBERMAN INCとの確執（DOBERMAN INCのライブ中に卵を投げつけた等）、メディアや自身のHPでの発言が物議を醸した。
ソロになってからは、フロウにキーの要素を加えるようになり、さらにボーカリストとしての幅が広まった。脱退後も韻踏との関係は良く、客演、EVISBEATSからのトラック提供もある。
異色のMCキリコとは同じ大学出身。
金融会社集金担当・風俗店幹部管理職・貴金属取引業代表など、特異な経歴とダークな側面も持ち合わせているようだ。

## 来歴
1997年、当時Akiraという名前だったEVISBEATSと共に奈良でNotable MCを結成。南大阪に住んでいただるまさん（当時OHYA）は3時間かけてAkiraの家に行っていた。2000年に韻踏合組合に加入。Head Bangerzの1st Albumに参加、Volume.0、critical11、ジャンガルのリリース。理由は多く語られていないが韻踏合組合を脱退後、達磨様と改名しソロ活動を開始。レーベルをP-Vineから空蝉音楽事務所に変え、2nd mini Albumからはだるまさんと改名した。
2007年より約2年間活動を自粛していたようだが、2009年に活動を再開している。
2010年に2ndアルバムSKILL&CONCEPT、廃盤になった過去音源集RHYME&IMPACTをリリース。

## ディスコグラフィー

### アルバム
- SKILL & CONCEPT 2007~2010（2010年7月21日）
- RHYME & IMPACT 2004-2007（2010年7月21日）
- How to Ride（2005年3月18日）1年後には自らの独断と偏見で廃盤にする。

### ミニアルバム
- そんなあなたに（2006年4月12日）所属レーベル解体に伴い廃盤になる。
- UP&DOWN（2009年9月25日）自身のブログ通販による1000枚限定発売。

### シングル
- だるまさんBACK AGAIN（2007年7月10日）所属レーベル解体に伴い廃盤になる。